# Casamento entre pessoas do mesmo sexo em Taiwan

O casamento entre pessoas do mesmo sexo em Taiwan tem sido discutido desde a década de 2000. Na República da China (conhecida comumente como Taiwan), o governo elaborou, em 2003, um projeto de lei para conceder o reconhecimento legal para os casais homossexuais através do matrimônio, aplicando a lei orgânica dos direitos humanos, outorgando-lhes os mesmos direitos nos quais os casais heterossexuais têm no momento que ocorre o casamento, como o direito à adoção. Este projeto, no entanto, não prosperou e alguns grupos LGBT consideraram-no como uma estratégia para atrair votos deste setor da sociedade.

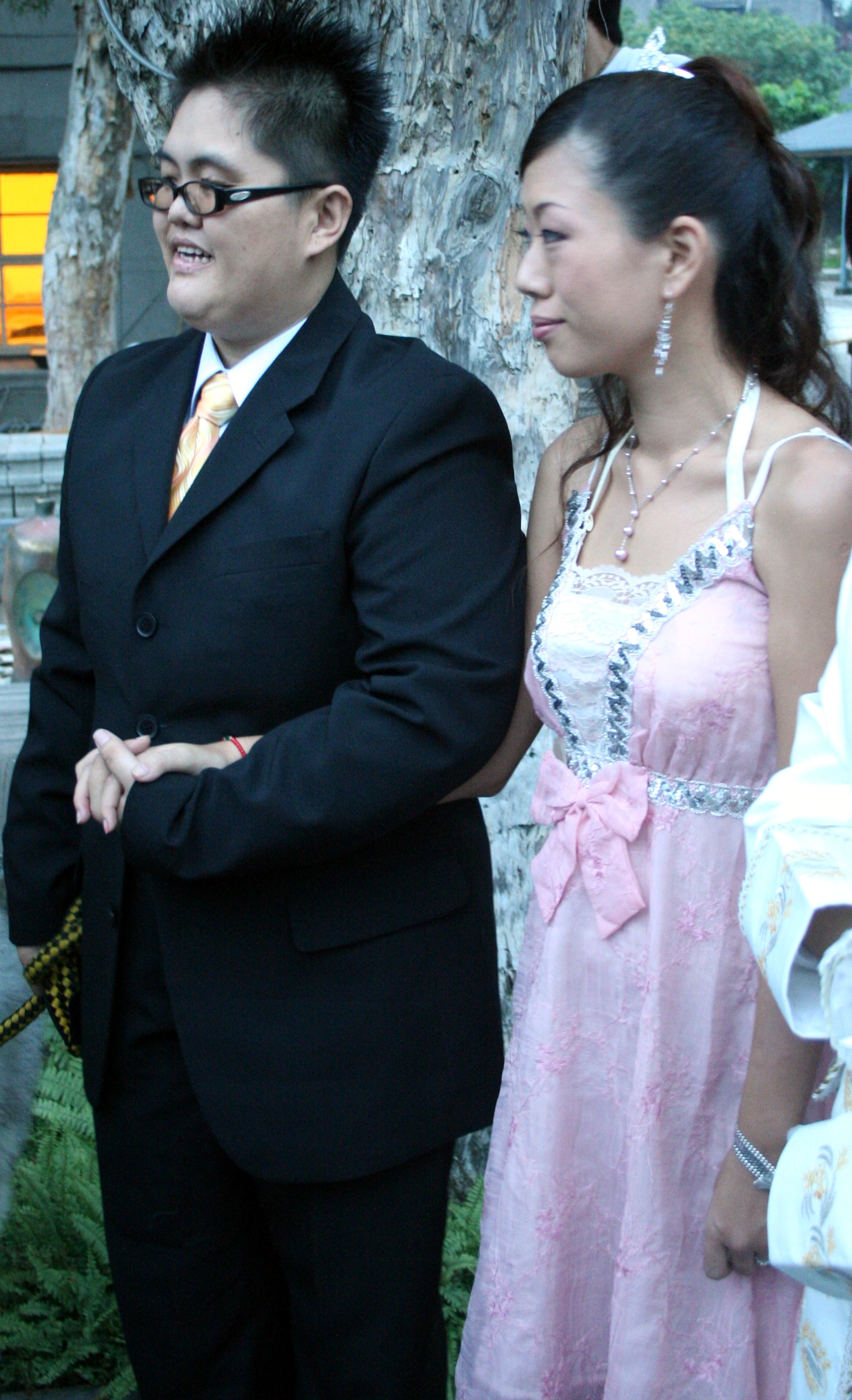
Bodas de um casal de lésbicas no Taiwan Pride (a maior parada LGBT do país) em 2006.

Taiwan tem sido um dos primeiros países asiáticos, junto com o Camboja e a República Popular da China, em abordar este assunto de forma plena, diferentemente dos demais países do Extremo Oriente como Coreia do Sul, Japão ou Tailândia, que até ao momento não têm uma lei de união civil.
No dia 24 de maio de 2017, o Tribunal do país legalizou, por dez votos a favor e dois contra dentre quatorze juízes, o casamento entre pessoas do mesmo sexo no país, o que tornou a ilha no primeiro país da Ásia a fazê-lo.

## Votação de 2019
No dia 17 de maio de 2019, o Parlamento de Taiwan iniciou uma votação sobre os direitos de casamentos de pessoas do mesmo sexo, algo até então inimaginável; por coincidência, nesse mesmo dia se comemora o Dia Internacional contra a Homofobia, Transfobia e Bifobia.
Ao lado de fora do Parlamento uma multidão de 37 mil pessoas se reunia para acompanhar a votação a favor da aprovação da lei. A lei foi aprovada com 66 votos a favor e 27 contra, existiram três emendas parlamentares a serem aprovadas, uma do governo Taiwanês e duas da oposição, mas apenas a primeira citada foi aprovada.
Com a aprovação desta lei, Taiwan tornou-se o primeiro Estado da Ásia a aprovar o casamento entre pessoas do mesmo sexo.